# جنبش براندازی شوگون
جنبش براندازی شوگون (به ژاپنی: 倒幕運動 とうばくうんどう)، به فعالیت و جنبش سیاسی به هدف براندازی شوگون سالاری توکوگاوا در اواخر دوره ادو گفته می‌شود.
همچنین به جنبش تحت رهبری امپراتور گودای‌گو در اواخر دوره کاماکورا (حادثه شوچو و جنگ گنکو) نیز گفته می‌شود.